# 코모도어 에듀케이터 64
에듀케이터 64(Educator 64) 또는 PET 64 또는 모델 4064(Model 4064)는 코모도어 비즈니스 머신즈가 1984년 10월에 만든 마이크로컴퓨터이다. 노후화된 코모도어 PET 시스템을 대체하기 위해 학교에만 독점적으로 판매되었다. 학교들은 더 작고 노출된 부품의 절도나 파손 우려 때문에 코모도어 64의 "브레드박스" 디자인을 채택하는 것을 꺼려했다. 4064라는 명칭은 PET의 4008, 4016, 4032 모델과 같이 64KB의 40열 모델이라는 의미를 따른 것이다.
에듀케이터 64의 내부는 개조된 코모도어 64 메인보드와 단색 녹색 모니터로 구성되었고, 외부 케이스는 PET 라인의 것을 재활용했다. 키보드 위쪽 공간에는 BASIC 2.0과 코모도어 DOS 명령어에 대한 빠른 참조 카드가 들어 있었다. 에듀케이터 64와 다른 64 모델 간의 유일한 차이점은 그래픽 기능, 내장 스피커, 볼륨 조절이 있는 사운드 앰프, 헤드폰으로 모노 사운드를 출력하는 3.5mm 미니잭, 내부 전원 공급 장치, 그리고 숫자 키 전면에 인쇄된 색상 약어가 없는 키보드였다. 에듀케이터 64는 녹색 음영을 표시할 수 있었지만, PET 64와 4064는 단색만 지원했다. PET 4008/4016/4032 컴퓨터는 케이스 전체가 금속으로 만들어졌지만, 에듀케이터 64는 밑면만 금속이었고 윗면 케이스는 두꺼운 플라스틱으로 만들어졌다. 일부 에듀케이터 64 모델에는 원래 코모도어 64용이었던 음성 합성 보드인 코복스 보이스 마스터가 내장되어 있었다.
미화 US$350에서 $375 (2022 기준 $872에서 $934에 해당)에 불과한 가격에 판매되었음에도 불구하고, 에듀케이터 64는 많이 팔리지 못했다. 대부분의 코모도어 64 소프트웨어가 컬러를 지원한다고 가정했기 때문에 단색 디스플레이 때문에 어려움을 겪었다. 그리고 그 당시 미국 교육 시장은 애플 II가 확고히 장악하고 있었다.
에듀케이터 64는 1977년에 출시된 노후화된 PET 라인의 마지막 제품이었다.